# John Biller
John Biller (John Arthur Biller; * 14. November 1877 in Newark, New Jersey; † 26. März 1934 in Manhattan, New York) war ein US-amerikanischer Leichtathlet, der zweimal an Olympischen Spielen teilnahm.
1904 in St. Louis gewann er Bronze im Standweitsprung. Im Standhochsprung wurde er Vierter, im Diskuswurf Fünfter.
1908 in London teilte er sich die Silbermedaille im Standhochsprung mit Konstantinos Tsiklitiras. Im Standweitsprung wurde er Vierter.